# Juan de Dios Castillo
Juan de Dios Castillo González (ur. 31 stycznia 1951 w mieście Meksyk, zm. 1 maja 2014 w Monterrey) – meksykański piłkarz występujący na pozycji napastnika, w późniejszym czasie trener.
Castillo jako profesjonalny piłkarz występował w kilku klubach w lidze meksykańskiej, takich jak CF Monterrey, CF Pachuca, Deportivo Toluca, Atlético Español, Tampico Madero FC, San Luis FC i Unión de Curtidores. Występował na pozycji napastnika. Po zakończeniu kariery piłkarskiej ukończył szkołę trenerską i pierwszą pracę w roli szkoleniowca podjął w drużynie młodzieżowej zespołu Tigres UANL z siedzibą w mieście Monterrey. W 1989 roku został asystentem w prowadzonej przez Alfonso Portugala reprezentacji Meksyku U-20 i pomógł jej się zakwalifikować na Młodzieżowe Mistrzostwa Świata w Portugalii. Tam Meksykanie odpadli w ćwierćfinale, a po tym turnieju Castillo objął funkcję pierwszego trenera kadry U-20. W 1993 roku, po uprzednim zwycięstwie w turnieju eliminacyjnym, wziął z nią udział w Młodzieżowych Mistrzostwa Świata w Australii, gdzie ekipa Meksyku, mająca w składzie piłkarzy takich jak Oswaldo Sánchez, Duilio Davino czy Rafael García, ponownie zakończyła swój udział w rozgrywkach na ćwierćfinale.
W tym samym 1993 roku Castillo poprowadził meksykańską kadrę młodzieżową na Igrzyskach Ameryki Środkowej i Karaibów w Portoryku, gdzie dotarł ze swoimi piłkarzami do finału, przegrywając w nim ostatecznie z Kostaryką i zdobywając srebrny medal. W grudniu 1994 został szkoleniowcem meksykańskiego klubu Tampico Madero FC z Primera División, którego barwy reprezentował wcześniej jako piłkarz. W sezonie 1994/1995 spadł z nim do drugiej ligi, po czym przez kilka miesięcy pełnił funkcję trenera zespołu Querétaro FC. W 1996 roku prowadził drugoligowe Club Saltillo i Atlético Yucatán, a w sezonie 1997/1998 był szkoleniowcem rezerw drużyny Club Santos Laguna z miasta Torreón. W 1998 roku objął stanowisko pierwszego trenera Santos Laguny i pozostawał na nim do października 1999, nie odnosząc większych sukcesów, podobnie jak w kolejnym zespole, drugoligowym Alacranes de Durango.
W późniejszym czasie Castillo został członkiem sztabu szkoleniowego holenderskiego trenera Leo Beenhakkera, współpracując z nim w Club América i Feyenoordzie. W latach 2001–2003 trenował drugoligowy meksykański Cruz Azul Hidalgo, filię ekipy Cruz Azul z najwyższej klasy rozgrywkowej. Latem 2003 podpisał kontrakt z honduraskim Real España z miasta San Pedro Sula. Już w swoim debiutanckim sezonie, Apertura 2003, wywalczył z nim mistrzostwo kraju. W 2005 roku został trenerem kolejnego klubu z Hondurasu, CD Marathón, z którym w jesiennych rozgrywkach Apertura 2005 osiągnął tytuł wicemistrzowski. W 2007 roku powrócił do Meksyku, gdzie zanotował krótki epizod w drugoligowej filii Deportivo Toluca – Atlético Mexiquense, jednak już parę miesięcy później, w sezonie Clausura 2008, wywalczył kolejne mistrzostwo Hondurasu, tym razem w roli trenera klubu CD Olimpia ze stołecznego miasta Tegucigalpa. W 2009 roku bez większych sukcesów trenował honduraski zespół CD Motagua.
W sierpniu 2010 Castillo został mianowany tymczasowym selekcjonerem reprezentacji Hondurasu, zastępując na stanowisku Reinaldo Ruedę. W styczniu 2011 wygrał z kadrą narodową Copa Centroamericana, pokonując w finale 2:1 Kostarykę i był to pierwszy triumf Hondurasu w tych rozgrywkach od szesnastu lat. Mimo to z końcem miesiąca nie przedłużył kontraktu z federacją i swój bilans w roli szkoleniowca drużyny narodowej zamknął na pięciu zwycięstwach, trzech remisach i dwóch porażkach w dziesięciu spotkaniach. W lipcu 2012 został następcą Rubéna Israela na stanowisku selekcjonera reprezentacji Salwadoru, jednak został zwolniony już po pięciu miesiącach, gdy prowadzona przez niego kadra odpadła z eliminacji do Mistrzostw Świata 2014. Ogółem Salwadorczyków poprowadził w sześciu spotkaniach, notując dwa zwycięstwa, remis i trzy porażki. W marcu 2013 po raz drugi został trenerem honduraskiej drużyny CD Motagua z siedzibą w stołecznym mieście Tegucigalpa, jednak wobec niezadowalających wyników opuścił to stanowisko po zaledwie dwóch miesiącach pracy.
Zmarł na raka skóry 1 maja 2014 w Monterrey, mając 63 lata.